# Strada statale 652 di Fondo Valle Sangro
La strada statale 652 di Fondo Valle Sangro (SS 652), nota anche come Strada a Scorrimento Veloce (SSV) Sangrina è una strada statale italiana; ha inizio a Cerro al Volturno dalla strada statale 158 della Valle del Volturno e collega l'interno del Molise alla costa adriatica, attraversando la val di Sangro e terminando nel comune di Fossacesia, in Abruzzo, dove si innesta nella strada statale 16 Adriatica. Attraversa le città di Lanciano, Atessa e Castel di Sangro.
Si tratta di una strada a scorrimento veloce, a carreggiata unica e due corsie complessive, senza incroci a raso e senza attraversamenti di centri abitati, esclusi i  6,5 chilometri nella piana costiera.
Lungo il percorso interseca altre importanti strade statali, come la strada statale 17 dell'Appennino Abruzzese e Appulo Sannitico; inoltre, esiste una interconnessione con la Autostrada A14 in corrispondenza del casello di Val di Sangro al quale la strada è direttamente connessa.
Costruita dalla Cassa del Mezzogiorno, vide la sua classificazione attuale con il decreto del Ministro dei lavori pubblici 462 del 22 luglio 1989 con i seguenti capisaldi di itinerario: "Svincolo strada statale n. 158 presso Cerro al Volturno - svincolo di Rionero Sannitico - svincolo di Ateleta - svincolo di Villa S. Maria - svincolo  di  Piane d'Archi - svincolo con l'A14 presso il casello di Val di Sangro - svincolo strada statale n. 16 presso Fossacesia Marina".

## Tratti non realizzati

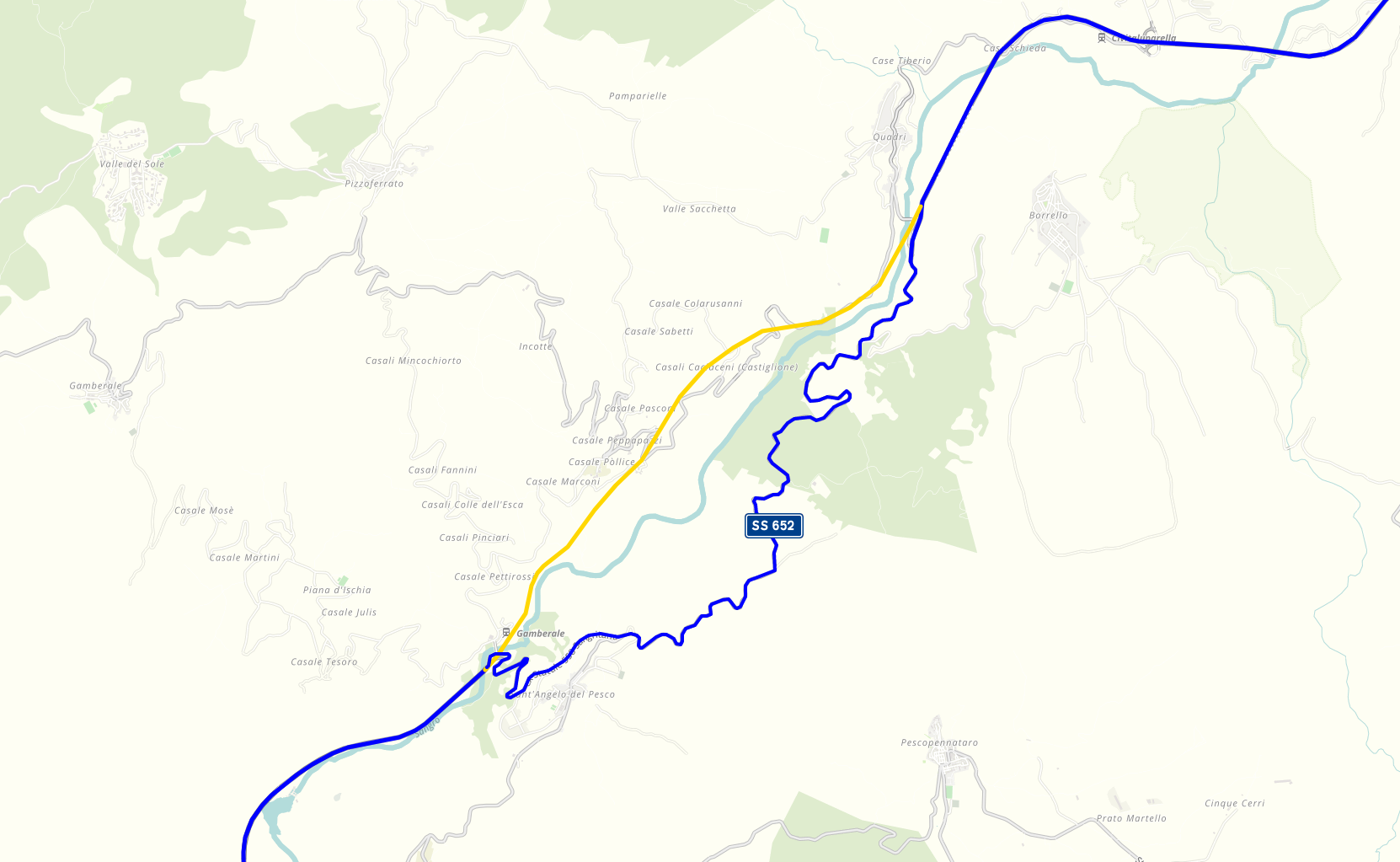
Il tratto Gamberale-Quadri sulla ex SS 558 e il progetto di completamento del tracciato (in giallo)

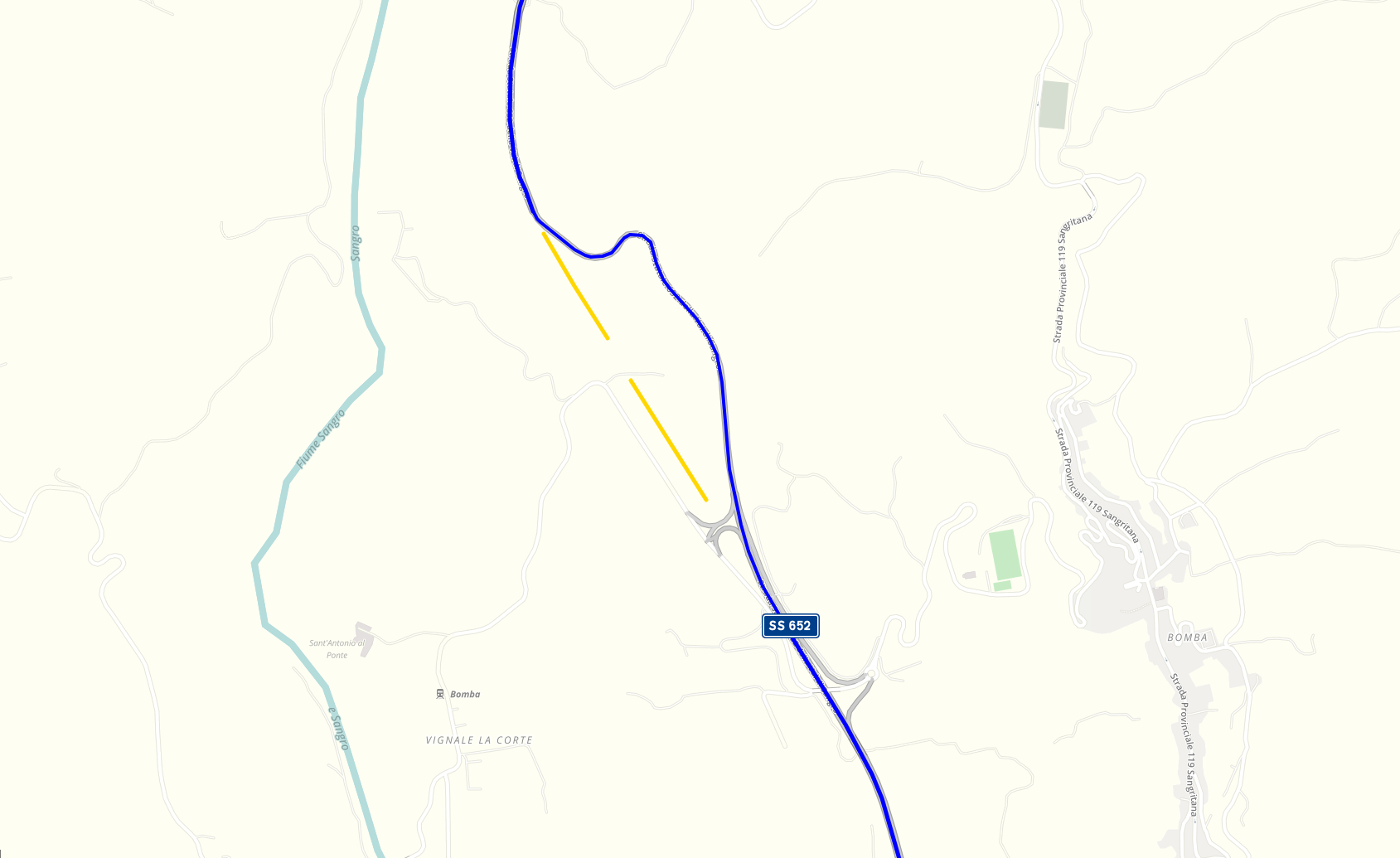
Il viadotto Barche, parzialmente realizzato, e la sua variante.

La strada risulta suddivisa in due tronconi, non essendo stato realizzato il tratto tra Sant'Angelo del Pesco e Quadri. Il collegamento tra i due tratti risulta possibile solo mediante una tortuosa variante di circa 9 km sul tracciato dell'ex strada statale 558 Sangritana 2ª.  Il 15 aprile 2014 è stata aperta al traffico la variante di Quadri, lunga 2,2 km, mentre è in programma la realizzazione del tratto tra Sant'Angelo del Pesco e Quadri, con svincolo per i comuni di Civitaluparella, Gamberale e Borrello e lungo circa 5,6 km.
Nei pressi di Bomba inoltre non venne mai completato il viadotto Barche, nonostante già in avanzato stato di realizzazione negli anni 1970, e per garantire la continuità dell'arteria fu realizzata una variante di circa 1 km, inizialmente intesa come provvisoria, con raggi di curvatura non compatibili con la tipologia dell'arteria stradale e il contestuale abbandono delle opere realizzate. Nei progetti di ANAS è previsto un adeguamento planimetrico per questa variante, con un nuovo e breve viadotto che andrebbe a risolvere la tortuosità del tratto.

## Percorso

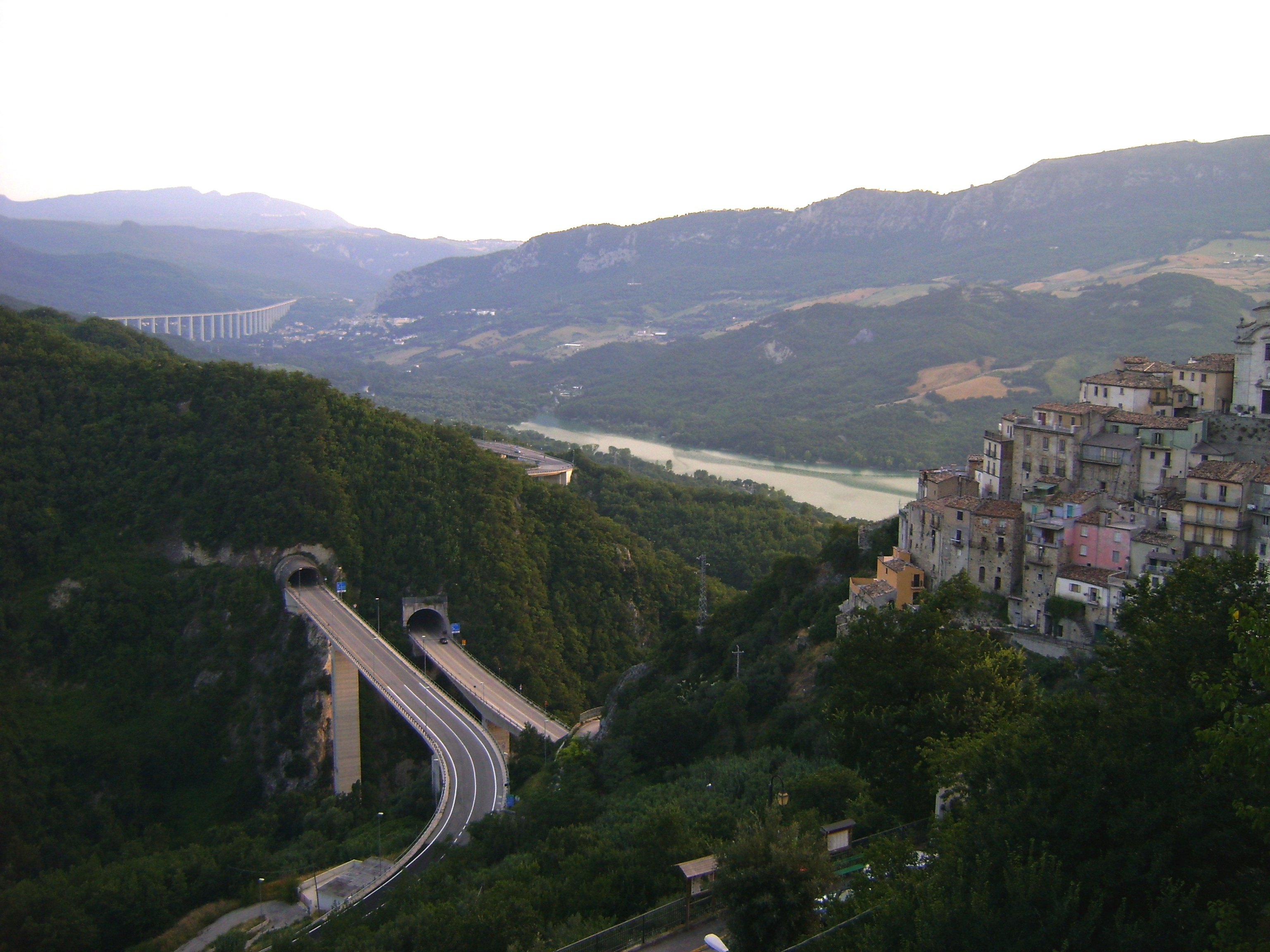
La S.s. 652 tra Colledimezzo (in primo piano) e Villa Santa Maria con l'omonimo ponte (sullo sfondo).

| di Fondo Valle Sangro |                                                                                                |      |           |
| Tipologia             | Indicazione                                                                                    | km   | Provincia |
|                       | della Valle del Volturno - Cerro al Volturno Parco nazionale d'Abruzzo, Lazio e Molise         | 0,0  | IS        |
|                       | Area di servizio                                                                               | 2,5  | IS        |
|                       | Cupone San Vittorino                                                                           | 2,8  | IS        |
|                       | Predalve                                                                                       | 7,9  | IS        |
|                       | Rionero Sannitico dell'Appennino Abruzzese e Appulo Sannitico                                  | 10,1 | IS        |
|                       | Area di servizio                                                                               | 11,4 | IS        |
|                       | dell'Appennino Abruzzese e Appulo Sannitico - Alfedena L'Aquila - Castel di Sangro - Roccaraso | 13,1 | AQ        |
|                       | Castel di Sangro                                                                               | 16,5 | AQ        |
|                       | Castel di Sangro                                                                               | 18,4 | AQ        |
|                       | Area di servizio                                                                               | 24,1 | AQ        |
|                       | San Pietro Avellana ex Sangritana Seconda - Capracotta - Vastogirardi                          | 24,7 | IS        |
|                       | Area di servizio                                                                               | 26,2 | AQ        |
|                       | Ateleta - Castel del Giudice ex Sangritana Seconda                                             | 28,5 | AQ        |
|                       | SP 88 dir - Sant'Angelo del Pesco Pizzoferrato - Gamberale                                     | 34,4 | IS        |
|                       | Tratto in costruzione                                                                          |      |           |
|                       | ex Sangritana Seconda - Quadri Borrello                                                        | 36,0 | CH        |
|                       | Fallo Civitaluparella                                                                          | 38,2 | CH        |
|                       | Area di servizio                                                                               | 40,5 | CH        |
|                       | Villa Santa Maria - Rosello Agnone - Montelapiano                                              | 41,5 | CH        |
|                       | Villa Santa Maria Montelapiano - Montebello sul Sangro                                         | 44,4 | CH        |
|                       | ex di Atessa - Colledimezzo Montazzoli - Monteferrante                                         | 47,5 | CH        |
|                       | Lago di Bomba Bomba                                                                            | 53,2 | CH        |
|                       | Bomba - Torricella Peligna Pennadomo                                                           | 53,9 | CH        |
|                       | Roccascalegna - Torricella Peligna                                                             | 57,3 | CH        |
|                       | Piane d'Archi - Casoli Frentana - Archi - Selva di Altino                                      | 62,9 | CH        |
|                       | Area di servizio                                                                               | 64,3 | CH        |
|                       | - Lanciano - Atessa Castel Frentano - Sant'Eusanio del Sangro                                  | 69,3 | CH        |
|                       | Sevel - Z.I.                                                                                   | 70,8 | CH        |
|                       | Lanciano - Z.I. Lanciano Valle                                                                 | 72,6 | CH        |
|                       | Area di servizio                                                                               | 74,5 | CH        |
|                       | Mozzagrogna - Paglieta                                                                         | 76,2 | CH        |
|                       | Area di servizio                                                                               | 78,3 | CH        |
|                       | A14 Bologna-Taranto Svincolo "Val di Sangro"                                                   | 79,0 | CH        |
|                       | Fossacesia Paglieta - Torino di Sangro - Santa Maria Imbaro                                    | 80,0 | CH        |
|                       | Adriatica - Fossacesia Marina Pescara - Foggia                                                 | 82,9 | CH        |